# Boltenhagen
Das Ostseebad Boltenhagen ist eine Gemeinde im Norden des Landkreises Nordwestmecklenburg in Mecklenburg-Vorpommern (Deutschland). Als anerkanntes Seeheilbad trägt Boltenhagen den Titel Ostseebad. Die Gemeinde gehört dem Amt Klützer Winkel an und ist Teil der Metropolregion Hamburg.

## Geografie
Boltenhagen liegt nördlich der Kleinstädte Grevesmühlen und Klütz, etwa 20 Kilometer nordwestlich der Hansestadt Wismar und 30 Kilometer nordöstlich der Hansestadt Lübeck. Die Gemeinde liegt im Klützer Winkel direkt an der Ostseeküste der Boltenhagenbucht als Teil der Mecklenburger Bucht. Die Halbinsel Tarnewitz mit der Tarnewitzer Huk und dem daneben angelegten Fischereihafen wurde in den 1930er Jahren durch den Reichsarbeitsdienst auf den festlandnahen Resten der ehemaligen Halbinsel Lieps aufgespült. Das befestigte Gelände diente bis 1945 als militärischer Versuchsflughafen zur Erprobung von Flugzeugbordwaffen. Die zeitgenössisch als Erprobungsstelle Tarnewitz bezeichnete Anlage wurde von der auf dem Priwall befindlichen Erprobungsstelle See mit genutzt.
An die Strandküste schließt sich nach Westen eine bis 35 Meter hohe Steilküste an. Diese ist eine in der letzten Eiszeit entstandene Glazialschuttküste mit den Geschieben Blauton, Geschiebemergel, Lehm, Kreide und Geröll.
Zur Gemeinde gehören die Ortsteile Boltenhagen, Redewisch, Tarnewitz und Wichmannsdorf.

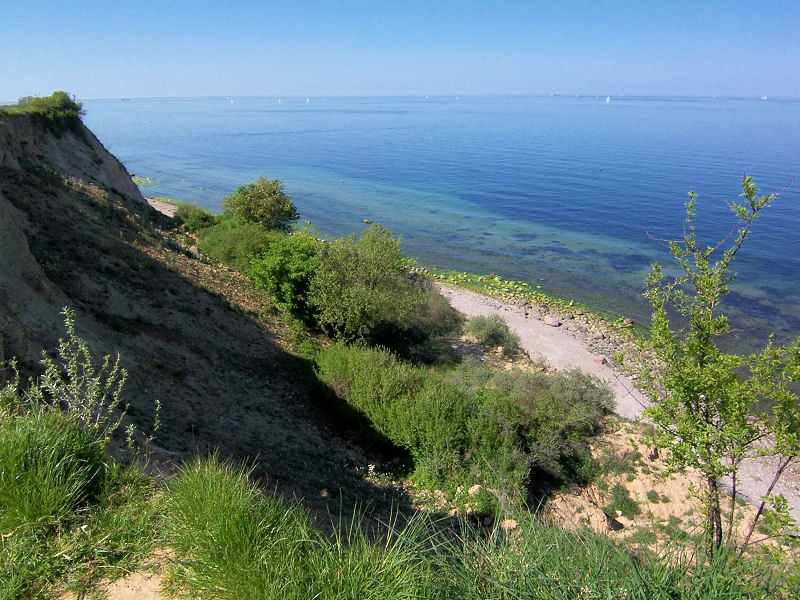
Steilküste am Großklützhöved bei Boltenhagen

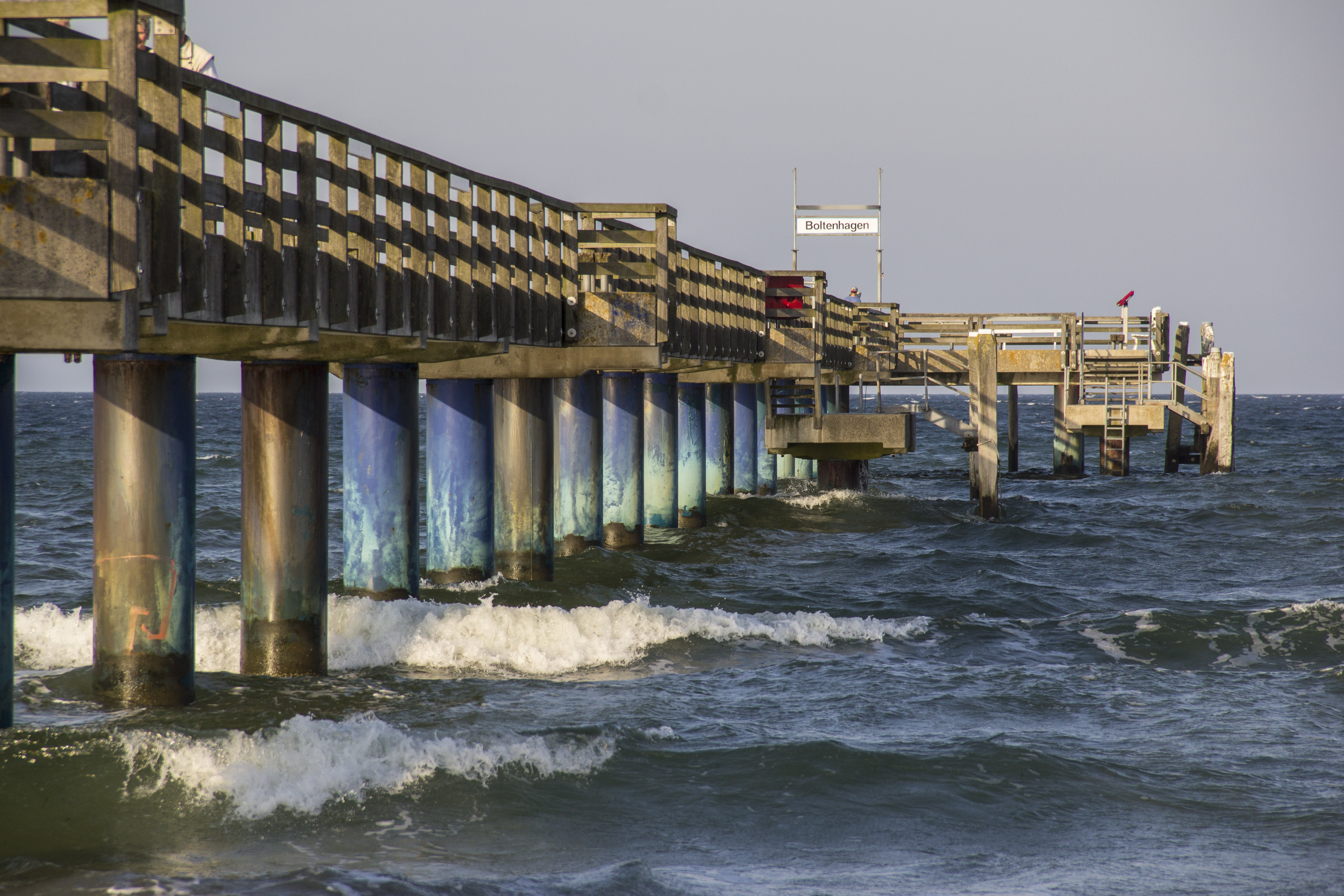
Seebrücke in Boltenhagen

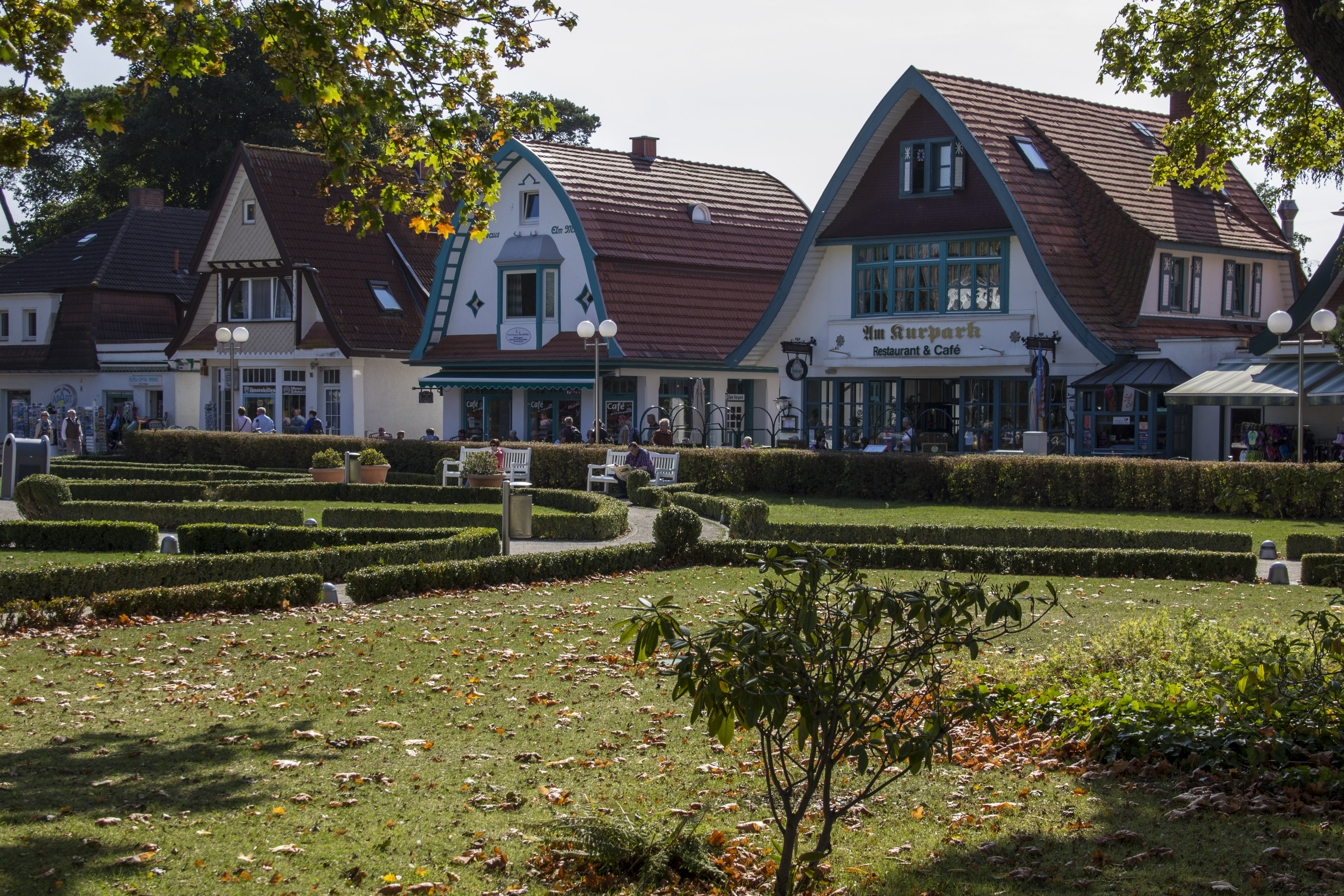
Ortszentrum mit Park

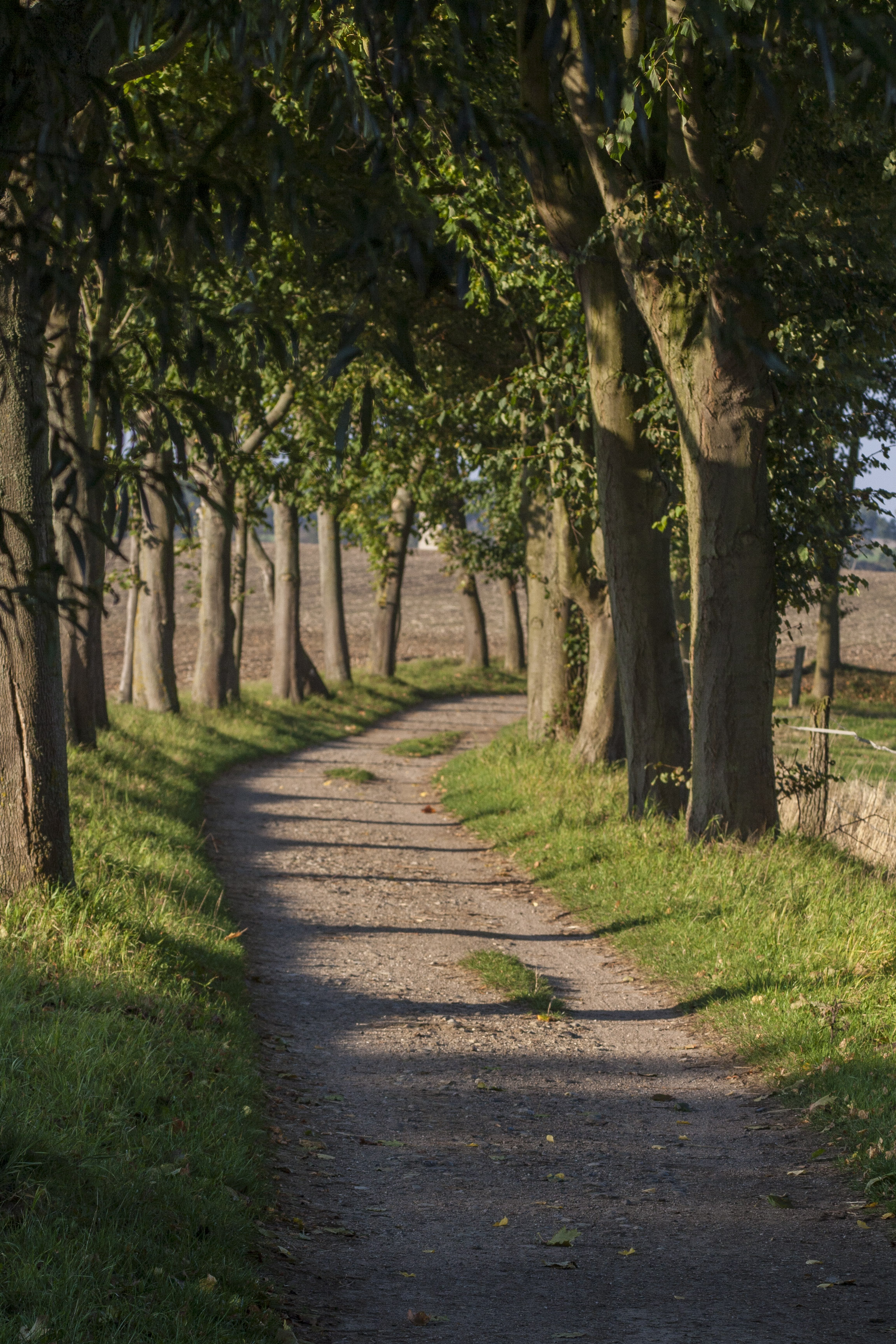
Allee im Hinterland von Boltenhagen

## Geschichte

### Boltenhagen
Boltenhagen wurde als Longa Indago 1325 erstmals urkundlich erwähnt und 1336 erstmals als Boltenhagen, als Steuerfragen und die Gerichtsbarkeit geklärt wurden.
Um 1803 brachte Kegel-Westphal von Hufe V einen Badekarren zum Strand von Boltenhagen und eröffnete den Badebetrieb, der für sich in Anspruch nimmt, das zweitälteste Seebad Mecklenburgs zu sein. Die Chronik belegt, dass Boltenhagen ab 1830 vom Fischer- und Bauerndorf zu einem der in der Folgezeit bedeutendsten Ostseebäder avancierte. Der damals drei Kilometer lange Badestrand wurde in mehreren Abhandlungen als steinfrei ausgewiesen.
1840 gab es etwa zehn Karren, 1890 wurden schon 1260 Badegäste gezählt und um 1900 standen bereits 50 Badekarren am Strand. 1810 überließen einige Bauern Fremden ihre eigene Stube in Boltenhagen und schliefen in ihren Wirtschaftsgebäuden.
1830 kam zum ersten Mal der Wismarer Pfarrer Johann Joachim Hartwig Meyer in das kleine, aus zehn Häusern bestehende Fischerdorf Boltenhagen bei Klütz. Unermüdlich wirkte er hier für den Ausbau zum Familienbad, in dem, wie er schrieb, anspruchslose Pastoren und vielgeplagte Schulmänner Ruhe und Erholung finden sollten. Im Gegensatz zu den adeligen Luxusbädern Heiligendamm und Putbus forderte er für Boltenhagen, dass es von allem Luxus, welcher das Leben wohl prächtiger und glänzender, aber damit nicht annehmlicher mache, verschont bleibt.
1834 gab es bereits die erste Fremdenverkehrsliste, die 200 Gäste am Tag verzeichnet. 1838 errichtete Tischler Reese das erste Logierhaus Hotel Baltique in Boltenhagen. 1845 errichtete Gastwirt Johann Jacob Wiechmann aus Dassow das noble Kurhaus Großherzog von Mecklenburg. 1852 verzeichnete man im Ort bereits 642 Gäste. 1855 kam Fritz Reuter zum ersten Mal nach Boltenhagen und besuchte den Ort bis in die 1860er Jahre regelmäßig. Folgende Zeilen schrieb er über Boltenhagen:
Wer mal sin Nerven will upfrischen, wer mal sin Sorgen möchte wegwischen, wer plägen will sinen Magen, die führt getrost nach Boltenhagen!
1861 gründete Pastor Meyer den Verschönerungsverein, der Promenaden weiter ausbaute und das Anlegen weiterer Parks vorantrieb. 1868 erhielt Boltenhagen eine selbständige Gemeindevertretung mit einem Dorfschulzen an der Spitze, die gleichzeitig die Badeverwaltung wahrnahm. 1872 wurde in der Nacht vom 12. zum 13. November durch die große Sturmflut fast alles zerstört. Ein Hochwasserstein an der Kapelle (erbaut 1872) erinnert an die Katastrophe und zeigt den Wasserstand der Flut an.
1880 erschienen erste Dampfer vor Boltenhagen. Bereits 21 Häuser standen wieder nach der Flut, und Pastor Meyer kam zum 50. Mal nach Boltenhagen. Ihm zu Ehren stellten die Einwohner neben der Kirche einen Gedenkstein auf. 1882 gab es die ersten Strandkörbe. Als Hamburger Kinderstube wurde um 1900 das Bad tituliert, bedingt durch die Nähe und wegen der für die Kinder und Nichtschwimmer sehr geeigneten Bedingungen.
1911 wurde eine 300 Meter lange Seebrücke in der Nähe des Kurhauses gebaut. In den schweren Zeiten nach dem Ersten Weltkrieg wurde von 1919 bis 1922 das Reutergeld, ein Notgeld nur gültig für Boltenhagen, herausgegeben.
Am 5. Juli 1929 erhielt Boltenhagen den Titel Ostseebad. Von 1935 bis 1939 wurde der Flugplatz in Tarnewitz für Flugzeug- und Raketenbewaffnung erbaut. Mit dem Zweiten Weltkrieg brach der Badeverkehr zusammen. Die Gästequartiere waren mit Evakuierten und Flüchtlingen belegt. Im Eiswinter 1941/1942 wurde die Seebrücke zerstört.
Mit dem Haus Augusta stand 1947/48 das erste FDGB-Ferienheim der späteren DDR an der Ostseeküste zur Verfügung. Das Blindenkurheim Boltenhagen und das evangelische Kinderkurheim wurden eröffnet. Im Verlauf der Aktion Rose enteignete man 1953 viele Hotel- und Pensionsbesitzer. Zu DDR-Zeiten errichtete und unterhielt das Kombinat Polygraph Werner Lamberz ein Betriebs-Ferienlager für seine Lehrlinge aus allen Betriebsteilen des Landes.
Am 1. September 1956 wurde das neue Schulgebäude eröffnet. Am 8. Juli 1976 erhielt Boltenhagen den Titel Staatlich anerkannter Erholungsort. Nach 1990 entstanden viele Tausend Gästebetten in Hotels, Pensionen und Ferienhäusern sowie zahlreiche Restaurants und Cafés. Die historische Bäderarchitektur wurde restauriert. Seit 1992 ragt die neue Seebrücke 290 Meter weit in die Ostsee.
Am 20. März 1998 erhielt Boltenhagen den Titel Staatlich anerkanntes Seeheilbad. Das neue Kurhaus wurde 2000 seiner Bestimmung übergeben.
Für die Opfer der DDR-Seegrenze (174 Flüchtlinge starben beim Versuch, die DDR über See zu verlassen) wurde 2000 neben der Seebrücke ein Gedenkstein aufgestellt. 2002 wurden die neue Konzertmuschel und die Trinkkurhalle eingeweiht.
Zum 1. Juli 2011 verlor Boltenhagen mit der Eingliederung in das Amt Klützer Winkel den Status einer amtsfreien Gemeinde.

### Redewisch
Redewisch wurde um 1230 erstmals erwähnt. 1803 stellte der Graf von Bothmer bei Redewisch einen Badekarren auf. Das Gut war von 1817 bis 1945 im Besitz der Familie Lueder. Das Klassizistische Gutshaus stammt von 1818, der Anbau von um 1900. 1952 war hier ein Ferienheim. Seit 1999 ist es nach Rückkauf der letzten Besitzerfamilie ein Hotel.
Am 1. Juli 1950 wurde Redewisch eingemeindet.

### Tarnewitz
Tarnewitz wurde 1230 im Ratzeburger Zehntenregister genannt. Auf der Halbinsel eröffnete 2008 der Yacht- und Fischereihafen den Betrieb. Weitere Hotels und ein Ferienresort kamen hinzu. Während der Zeit der nationalsozialistischen Herrschaft entstand die Erprobungsstelle Tarnewitz.

### Wichmannsdorf
Wichmannsdorf wurde 1313 erstmals urkundlich erwähnt. Heinrich, Fürst von Mecklenburg, bestätigte dem Ritter Johann Rike den von Gerhard von Hagen erkauften Besitz zu Wichmannsdorf und Steinbeck. 1333 wurde Wichmannsdorf dem holsteinischen Kloster Reinfeld zugesprochen.

## Bevölkerung
| Jahr | Einwohner |
| ---- | --------- |
| 1990 | 2306      |
| 1995 | 2370      |
| 2000 | 2511      |
| 2005 | 2490      |
| 2010 | 2548      |
| 2015 | 2487      |

| Jahr | Einwohner |
| ---- | --------- |
| 2020 | 2470      |
| 2021 | 2535      |
| 2022 | 2633      |
| 2023 | 2555      |

Stand: 31. Dezember des jeweiligen Jahres

## Politik

### Gemeindevertretung
Die Gemeindevertretung von Boltenhagen besteht aus 12 Mitgliedern. Die Kommunalwahl am 9. Juni 2024 führte bei einer Wahlbeteiligung von 68,0 % zu folgendem Ergebnis:
| Partei / Wählergruppe                 | Stimmenanteil 2019 | Sitze 2019 |  | Stimmenanteil 2024 | Sitze 2024 |
| ------------------------------------- | ------------------ | ---------- |  | ------------------ | ---------- |
| Team Wardecki                         | –                  | –          |  | 53,1 %             | 6          |
| CDU                                   | 35,9 %             | 4          |  | 19,6 %             | 2          |
| AfD                                   | 07,6 %             | 1          |  | 12,1 %             | 2          |
| SPD                                   | 14,4 %             | 2          |  | 09,2 %             | 1          |
| Bürgerforum Boltenhagen (BfB)         | –                  | –          |  | 04,6 %             | 1          |
| Einzelbewerberin Broska               | –                  | –          |  | 01,3 %             | –          |
| Bündnis 90/Die Grünen                 | 21,1 %             | 3          |  | –                  | –          |
| Freie Unabhängige Boltenhagener (FUB) | 08,3 %             | 1          |  | –                  | –          |
| Die Linke                             | 07,2 %             | 1          |  | –                  | –          |
| Boltenhagener Hanse                   | 04,0 %             | –          |  | –                  | –          |
| FDP                                   | 01,6 %             | –          |  | –                  | –          |
| Insgesamt                             | 100 %              | 12         |  | 100 %              | 12         |

### Bürgermeister
- 2012–2019: Christian Schmiedeberg (CDU)[14]
- seit 2019: Raphael Wardecki

Wardecki wurde in der Bürgermeisterstichwahl am 16. Juni 2019 mit 51,1 % der gültigen Stimmen zum neuen Bürgermeister gewählt. Am 9. Juni 2024 wurde er ohne Gegenkandidat mit 86,5 % der gültigen Stimmen in seinem Amt bestätigt. Seine Amtsdauer beträgt fünf Jahre.

### Wappen
| Wappen von Boltenhagen | Blasonierung: „In Blau unter zwei schräg gekreuzten goldenen Rodehacken ein silbernes achtspeichiges Steuerrad, begleitet beiderseits oben von zwei goldenen Blättern des Ahorns.“ |
| Wappen von Boltenhagen | Wappenbegründung: In dem Hoheitszeichen wird mit den Rodehacken zum einen auf die Entstehung des Ortes als Waldrodungsdorf verwiesen, zum anderen auf die Landwirtschaft als Erwerbszweig der Einwohner hingedeutet. Das Steuerrad steht nach dem Grundsatz pars pro toto (ein Teil für das Ganze) für die Schifffahrt und damit sowohl für den Tourismus als auch für den traditionellen Fischfang. Die Ahornblätter symbolisieren eine landschaftliche Besonderheit in der Gemeindeflur, den sogenannten Tarnewitzer Urwald, der vor allem durch Feldahornbäume geprägt ist. Das Wappen und die Flagge wurde von dem Weimarer Heraldiker Michael Zapfe gestaltet, am 19. Mai 2014 durch das Ministerium des Innern genehmigt und unter der Nr. 353 der Wappenrolle von Mecklenburg-Vorpommern registriert. |

### Flagge
Die Flagge ist längs gestreift von Blau, Gelb und Blau. Die blauen Streifen nehmen jeweils ein Sechstel, der gelbe Streifen nimmt zwei Drittel der Höhe des Flaggentuchs ein. In der Mitte des gelben Streifens liegt das Gemeindewappen, das fünf Sechstel der Höhe des Flaggentuchs einnimmt. Die Höhe des Flaggentuchs verhält sich zur Länge wie 3:5.

### Dienstsiegel
Das Dienstsiegel zeigt das Gemeindewappen mit der Umschrift GEMEINDE OSTSEEBAD BOLTENHAGEN • LANDKREIS NORDWESTMECKLENBURG.

## Sehenswürdigkeiten
- Steilküste bei Boltenhagen mit Blick über die Mecklenburger Bucht
- Kurhaus und Seebrücke Boltenhagen
- Hafen mit Erlebnisfischerei, seit 2008
- Gutshaus Redewisch westlich von Boltenhagen, heute Hotel und Restaurant
- Neugotische evangelische Kirche zur Paulshöhe von 1873 aus Backstein mit Dachreiter und Ausstattung aus der Bauzeit
- Gutshaus in Wichmannsdorf aus Backstein vom 19. Jahrhundert

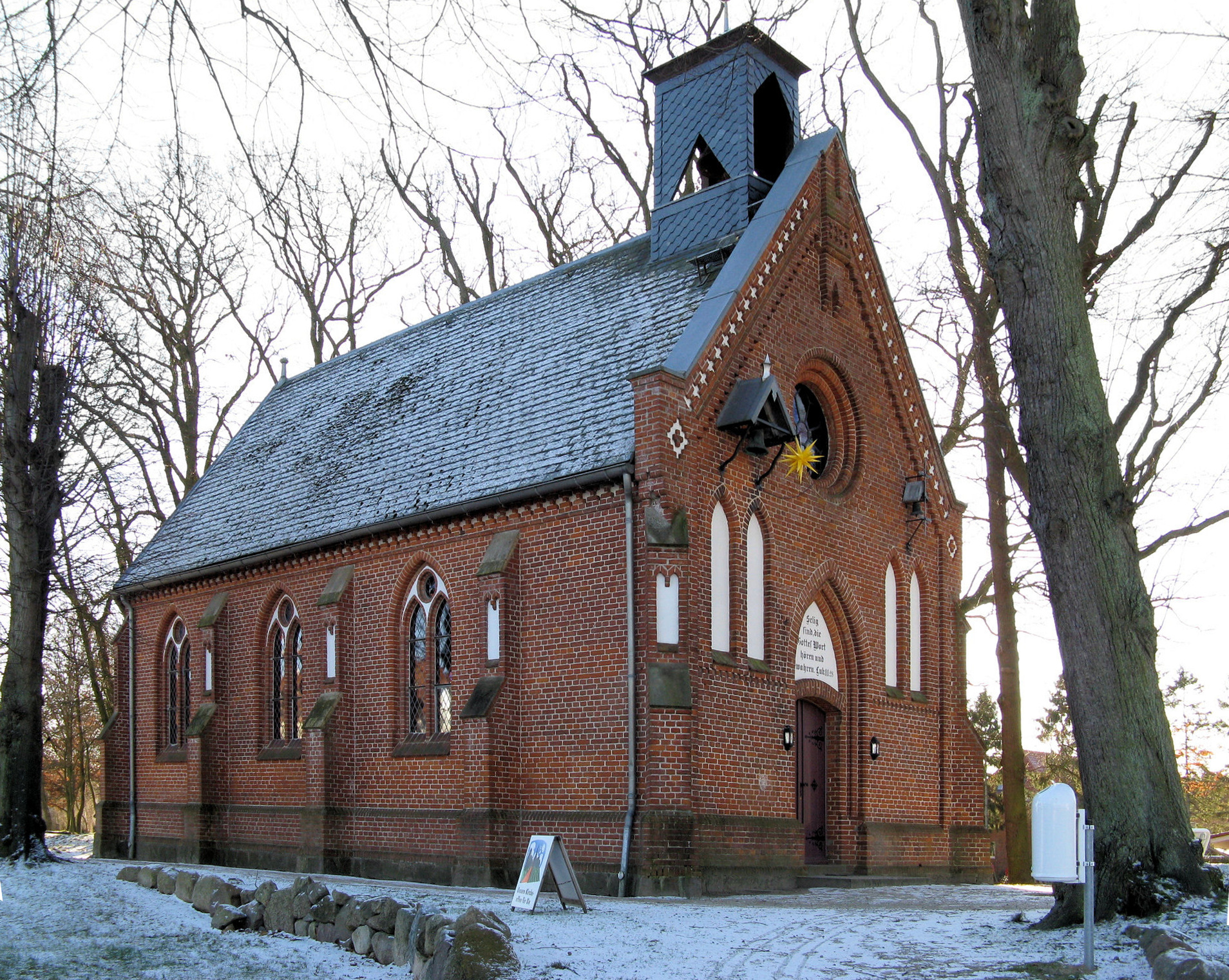
Kirche zur Paulshöhe
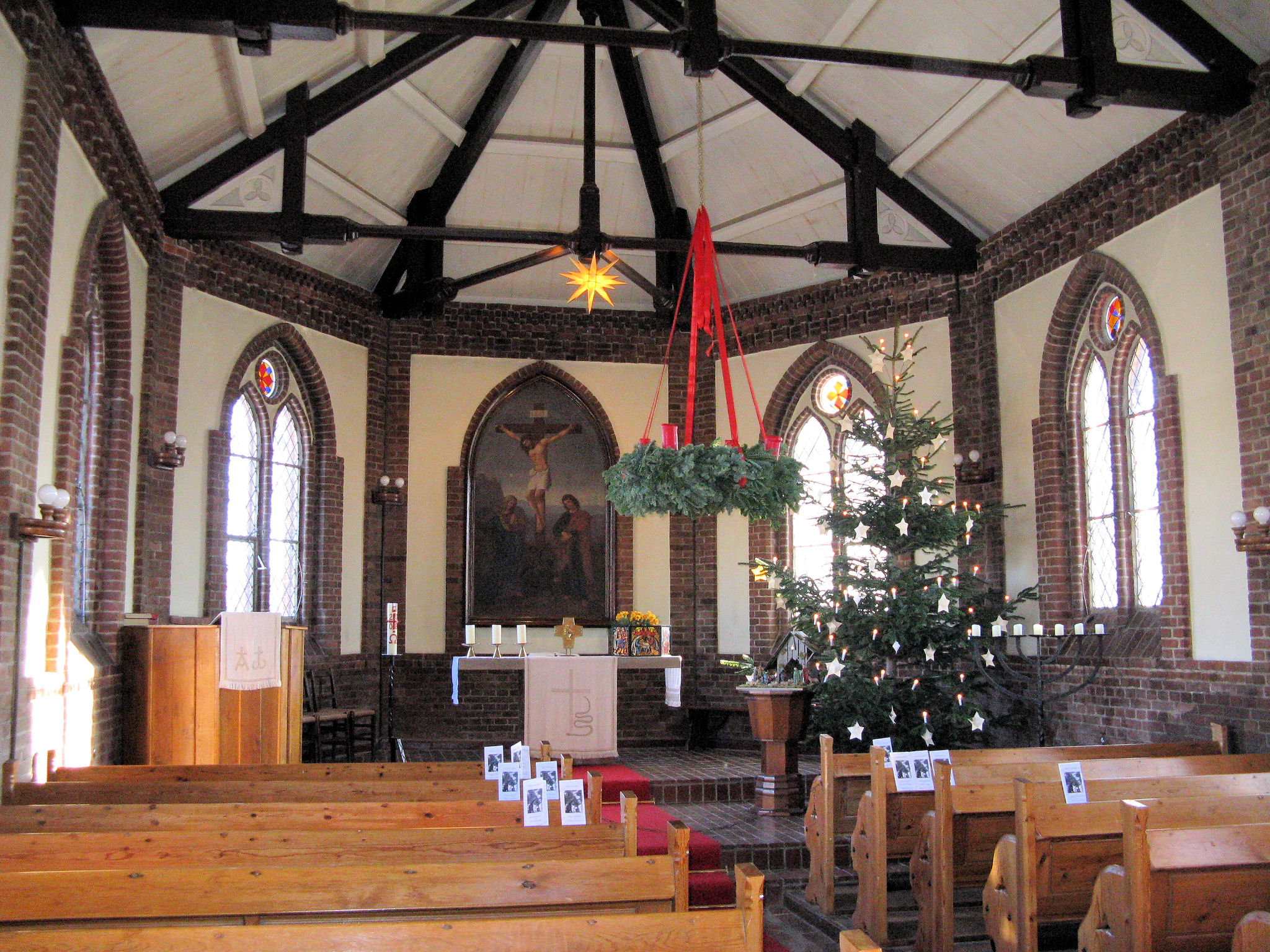
Kircheninnenraum
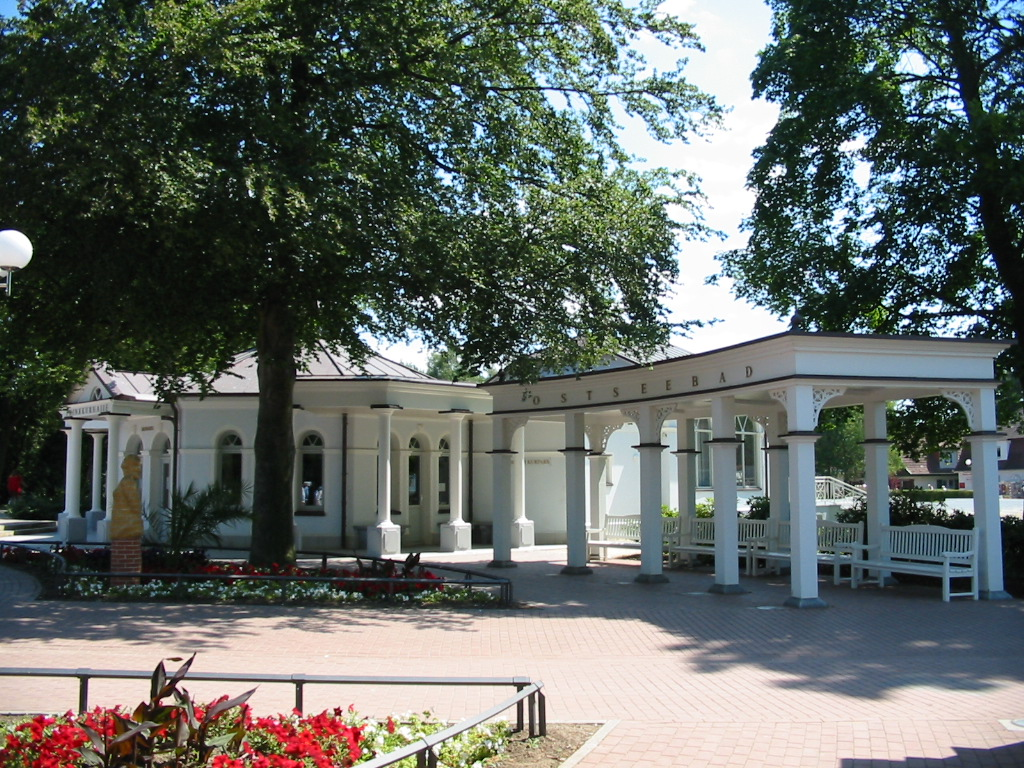
Kurgarten nahe der Seebrücke
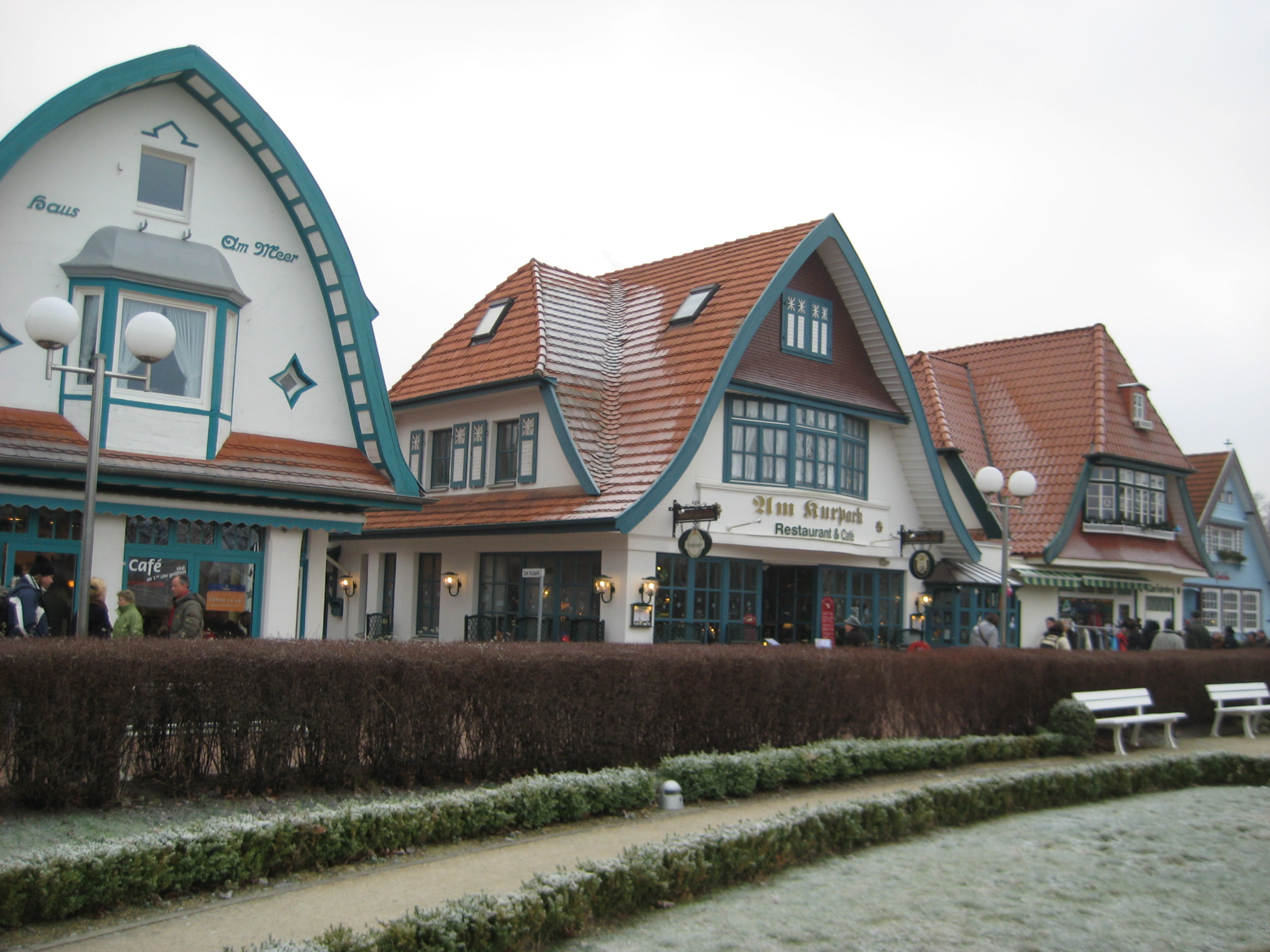
Bäderarchitektur, Blick vom Kurgarten
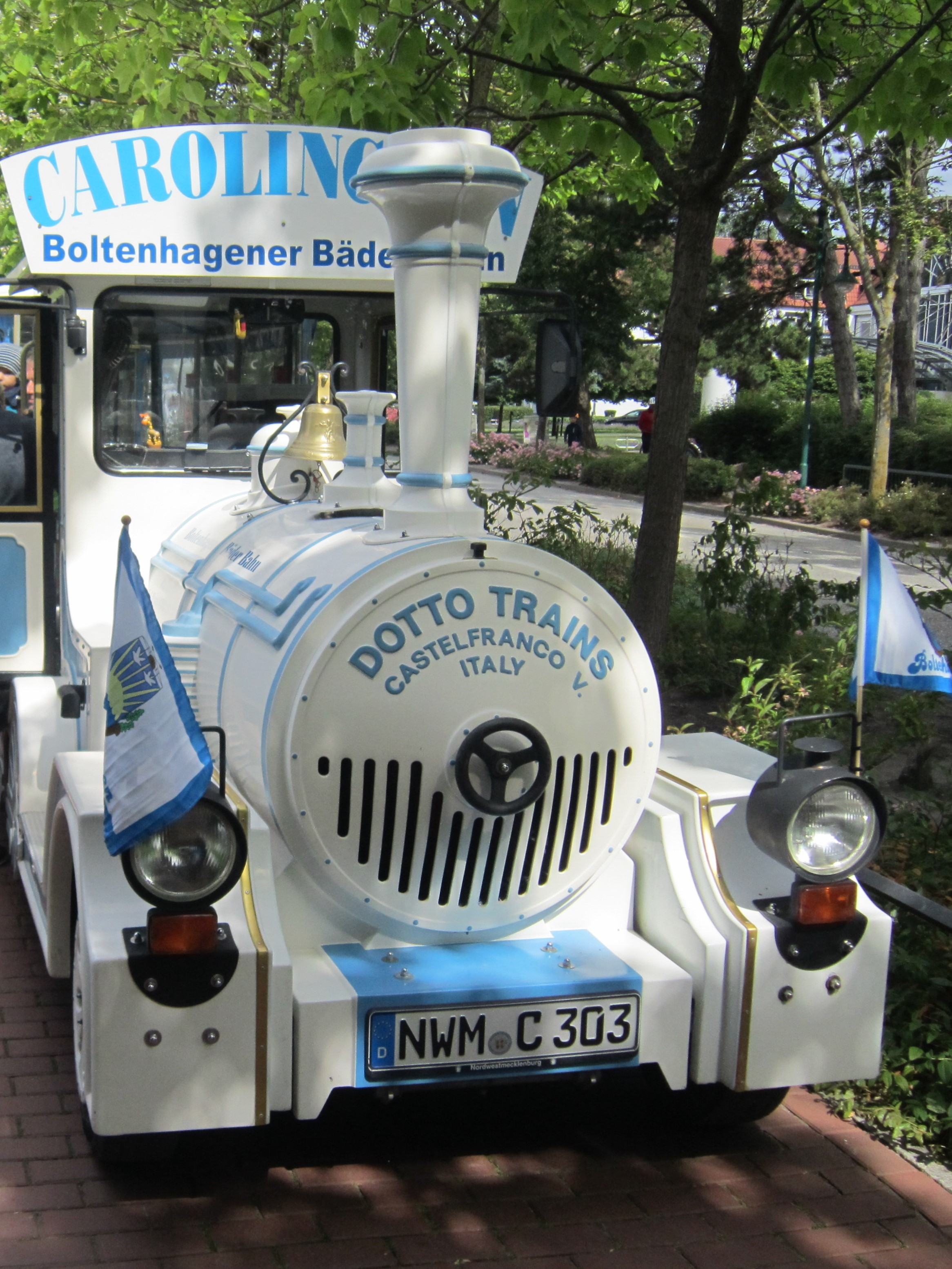
Wegebahn „Carolinchen“ vor dem Kurhaus Boltenhagen

## Infrastruktur

### Tourismus
Seit Saisonbeginn 2008 besteht im Ortsteil Tarnewitz die Weiße Wiek mit der Marina Boltenhagen, einem Hafen für Skipper, Wasserwanderer und Berufsfischer. Das Gelände war während der Vor- und Kriegszeit Standort des militärischen Versuchsflughafens Tarnewitz und des dabei liegenden Militärhafens. Eine neue Ferienanlage mit zwei neu errichteten Hotels und Häusern mit Ferienappartements nahm dort im Frühjahr 2008 den Betrieb auf.
In Boltenhagen leben bis zu 30.000 Menschen saisonal, für die eine auf die Tourismussaison ausgerichtete Infrastruktur bereitgehalten wird. Die Freizeiteinrichtungen umfassen neben den klassischen Kurangeboten auch Swingolf, Beachvolleyball sowie weitere Freiluftsportarten. Weitere besondere Freizeitangebote sind die Tauchschule Boltenhagen und U-Boot fahren.
Im Ostseebad Boltenhagen herrscht ein mildes Reizklima. Es zeichnet sich durch seine salzhaltige Luft und besondere Luftreinheit aus. Dieses Klima – verbunden mit der Brandungszone und dem weißen Sandstrand – ist besonders geeignet für Menschen mit Atemwegsbeschwerden und Allergien. Aus diesen Gründen spielt der Gesundheitstourismus in Boltenhagen eine große Rolle.

### Verkehr
Boltenhagen liegt an der Landesstraße 03 nach Klütz.
Der nächstgelegene Bahnhof ist Grevesmühlen an der Bahnstrecke Lübeck–Bad Kleinen.

## Persönlichkeiten
- Wilhelm Titel (1784–1862), Landschafts- und Porträtmaler
- Carl Lueder (1840–1892), Jurist und Konsularbeamter, geboren auf Gut Redewisch
- Peter Lemburg (* 1946), Architekturhistoriker
- Hans-Otto Schmiedeberg (* 1959), Politiker (CDU)
- Kerstin Weiss (* 1965), Politikerin (SPD), 2014–2021 Landrätin des Landkreises Nordwestmecklenburg
- Grit Poppe (* 1964), Schriftstellerin